# Бор'єво
Бо́р'єво (рос. Борьево) — присілок у складі Подольського міського округу Московської області, Росія.
Присілок був заснований 2002 року.